# William Kent
William Kent (ur. 1 stycznia 1685 w Bridlington, zm. 12 kwietnia 1748 w Londynie) – angielski architekt, malarz, projektant wnętrz i ogrodów.

## Życiorys
W latach 1709–1719 przebywał w Rzymie, a od 1719 w Londynie. Tworzył plany wiejskich rezydencji, pawilonów ogrodowych i domów miejskich, był również twórcą dekoracji i wyposażenia wnętrz swych budowli. Reprezentował nurt palladiańskiego klasycyzmu. Był jednym z inicjatorów stylu ogrodowego zwanego na kontynencie „angielskim”, a na wyspie „chińskim”. Tworzył fantazyjne parkowe pawilony greckie, chińskie, gotyckie. Uważany był za jednego z prekursorów neogotyku. Główne jego dzieła to: Holkham Hall w Norfolk (1734–1765), Badminton House i Worcester Lodge w Gloucestershire (ok. 1740), budowle ogrodowe w Stowe w Buckinghamshire (ok. 1730–1736), w Londynie: dom przy 44 Berkeley Square, Horse Guards (1750–1758), wzniesiony po śmierci Kenta.